# Resolutie 823 Veiligheidsraad Verenigde Naties
Resolutie 823 van de Veiligheidsraad van de Verenigde Naties werd unaniem aangenomen op 30 april 1993. De resolutie verlengde de UNAVEM II-missie in Angola met een maand.

## Achtergrond
Nadat Angola in 1975 onafhankelijk was geworden van Portugal keerden de verschillende onafhankelijkheidsbewegingen zich tegen elkaar bij het dingen naar de macht. Onder meer Zuid-Afrika en Cuba mengden zich in de burgeroorlog, totdat ze zich in 1988 terugtrokken. De VN-missie UNAVEM I zag toe op het vertrek van de Cubanen. Een staakt-het-vuren volgde in 1990, en hiervoor werd de UNAVEM II-missie gestuurd. In 1991 werden akkoorden gesloten om democratische verkiezingen te houden die eveneens door UNAVEM II zouden worden waargenomen.

## Inhoud
De Veiligheidsraad:
- bevestigt de resoluties 696, 747, 785, 793, 804 en 811;
- bevestigt resolutie 804 en bijzonder paragraaf °15 die UNAVEM II verlengde tot 30 april;
- steunde de aan de gang zijnde vredesgesprekken in Abidjan;
- is erg bezorgd over aanvallen tegen internationale hulpvluchten en het recente neerhalen van een vliegtuig van het Wereldvoedselprogramma;
- houdt rekening met secretaris-generaal Boutros Boutros-Ghalis brief;

1. besluit om het mandaat van UNAVEM II te verlengen tot 31 mei;
2. vraagt de secretaris-generaal zo snel mogelijk te rapporteren over de situatie en aanbevelingen te doen over de verdere rol van de Verenigde Naties;
3. staat klaar om op aanbeveling van de secretaris-generaal de VN-aanwezigheid gevoelig uit te breide;
4. veroordeelt de aanvallen tegen internationale hulpvluchten;
5. besluit om actief op de hoogte te blijven.

## Verwante resoluties
- Resolutie 804 Veiligheidsraad Verenigde Naties
- Resolutie 811 Veiligheidsraad Verenigde Naties
- Resolutie 834 Veiligheidsraad Verenigde Naties
- Resolutie 851 Veiligheidsraad Verenigde Naties

Lijst ·  800 ·  801 ·  802 ·  803 ·  804 ·  805 ·  806 ·  807 ·  808 ·  809 ·  810 ·  811 ·  812 ·  813 ·  814 ·  815 ·  816 ·  817 ·  818 ·  819 ·  820 ·  821 ·  822 ·  823 ·  824 ·  825 ·  826 ·  827 ·  828 ·  829 ·  830 ·  831 ·  832 ·  833 ·  834 ·  835 ·  836 ·  837 ·  838 ·  839 ·  840 ·  841 ·  842 ·  843 ·  844 ·  845 ·  846 ·  847 ·  848 ·  849 ·  850 ·  851 ·  852 ·  853 ·  854 ·  855 ·  856 ·  857 ·  858 ·  859 ·  860 ·  861 ·  862 ·  863 ·  864 ·  865 ·  866 ·  867 ·  868 ·  869 ·  870 ·  871 ·  872 ·  873 ·  874 ·  875 ·  876 ·  877 ·  878 ·  879 ·  880 ·  881 ·  882 ·  883 ·  884 ·  885 ·  886 ·  887 ·  888 ·  889 ·  890 ·  891 ·  892